# Alpeggio di Triora
L'Alpeggio di Triora è un formaggio prodotto in Liguria in provincia di Imperia nella zona di Triora ed è ottenuto da latte vaccino. È di pasta semidura di colore giallo intenso. 

## Produzione
Il latte crudo (o pastorizzato) si porta alla temperatura di 37° e si aggiunge caglio di vitello. Successivamente avviene la rottura della cagliata, e la massa viene lasciata depositare per circa un'ora, dopo l'estrazione viene salata e depositata all'interno degli stampi. La fase successiva prevede una pressatura della durata di tre giorni, seguita dal passaggio in un ambiente umido in cui avviene la stagionatura, che dura da tre mesi a un anno. Si ottiene un formaggio dalla crosta ruvida, di colore paglierino tendente al marrone, a seconda del tempo di stagionatura. La pasta è di colore giallo dorato. Ciascuna forma ha un diametro di 25-40 cm, per uno spessore di 5 cm. La produzione avviene durante tutto l'anno.

## Abbinamenti
Questo formaggio può essere degustato da solo, con pane e verdure, abbinato a vino bianco secco. Fondendosi facilmente, è adatto a condire tutti i tipi di pasta corta, sia secca che fresca.